# Жан дьо Бери
Жан I дьо Бери Великолепни (на френски: Jean Ier de Berry, le Magnifique; * 30 ноември 1340, Венсен, Франция; † 15 март 1416, Нелски замък, Париж, Кралство Франция) е херцог на Бери и на Оверн от 1360 г., граф на Монпансие от 1401 г., граф на Поату от 1369 г.
Наместник е на френските крале Шарл V Мъдри и Шарл VI Безумни в Лангедок, както и прославен меценат. Надживява всички свои синове. Графство Оверн се дава като зестра за неговата дъщеря, а впоследствие преминава към един от Бурбоните.

## Произход
Син е на крал Жан II Добрия и на съпругата му Бона Люксембургска. Той е трети син в семейството, ражда се на 30 ноември 1340 г. в деня на Свети Андрей и е кръстен, както и неговият по-голям брат Шарл, в църквата „Сен Пиер дьо Монтре“. Поема го от купела граф Жан д’Арманяк, в чест на когото (а също и в чест на свети Йоан Кръстител) новороденият получава своето име. През целия си живот херцог Жан дьо Бери се отнася с особена почит към двамата „свои“ светии – в Прекрасния часослов дори се е съхранило негово изображение в молитвена поза между Св. Андрей и Св. Йоан. Така той неизменно оказва почит към мощите на Св. Андрей, когато е в градове, където те се пазят – в Бурж, Брюге и др.

## Биография

### В английски плен
По мирният договор в Бретини, сключен на 8 май 1360 г., Графство Поатие преминава към Едуард III. Жан Добрият предоставя като компенсация на своя третороден син Бери и Оверн. От юли 1360 г. Жан носи титлата на херцог на Бери. По това време той е изпратен в Англия придружен от няколко заложници, гарантиращи внасянето на откупа за освобождаване на Жан II Добрия. Срокът на плена той изтърпява в Лондон. В това време свободата на херцогът е ограничена само от ангажимента да се връща по залез слънце зад стените на града.
Жан се занимава с урегулирането на въпросите, касаещи мирния договор, сключен в Бретини. През май 1361 г., с разрешение на английския крал (с условие да се върне обратно), той прави пътуване до Франция. Той спазва своето обещание, за разлика от брат си Луи I Анжуйски, който при подобни обстоятелства остава на континента.
Херцогът на Бери, единствен от кралското семейство, съпровожда тялото на своя баща, дошъл в Лондон за обсъждане условията на мира и починал на 8 април 1364 г. Тъй като е още пленник, той изпраща тялото на Жан II Добрия само до Дувър.
От края на 1364 до началото 1365 г. Жан дьо Бери отново пътува във Франция и отново се връща в Лондон.

### През управлението на Шарл V Мъдри
През февруари 1366 г. Херцогът на Бери пристига в Париж, оттам преминава в Бери и Оверн, и Шарл V го назначава за наместник на тези две херцогства. Когато военните действия между Франция и Англия се възобновяват, Жан дьо Бери командва военен отряд, обезпечаващ отбраната на земите между Сена и Лоара. Графство Поатие е отвоювано от англичаните от Бертран дьо Геклен и през август 1372 г. херцогът тържествено влиза в неговата столица.
През 1374 г. Жан дьо Бери обсажда замъка Лузинян и го превзема въпреки упоритото съпротивление на гарнизона под командването на Ейвън от Уелс.
Неизвестно по какви причини но около 1374 г. отношенията на херцог Жан с брат му Шарл V се влошават. На Жан е заповядано да върне владенията Сен Тонж и Ангомоа на краля. Шарл V охотно привлича към управлението Луи I Валоа-Анжуйски и Филип Бургундски, като не се обръща повече към Херцога на Бери и въпреки големите подаръци, които поднася херцогът на брат си, кралската немилост продължава до смъртта на Шарл V. През това време Херцогът на Бери със семейството си живее в Бери и Поату.

### Смърт
По време на битката при Аженкур през 1415 г. той се намира във френските войски, но не участва в самото сражение. Заради болест се връща в Париж по воден път, предавайки командването на войските на Бернар д'Арманяк. На 15 юни 1416 г. умира в Нелския замък в Париж. Изпълнението на неговото завещание е спряно от краля поради искане на кредиторите: Жан дьо Бери оставя след себе си огромни дългове.
- Скица на статуята на Жан дьо Бери от Ханс Холбайн Младия, Художествен музей, Базел
- Статуя на Жан дьо Бери в Буржката катедрала

## Брак и потомство
Херцогът на Бери се жени два пъти:
∞ 1. 1360 за Жана д’Арманяк (* 1348, † 30 януари 1388, Поатие), дъщеря на Жан I, граф на Арманяк, и на графинята на Шароле Беатрис дьо Клермон, от която има четири сина и три дъщери:
- Бона (* януари или февруари 1367, замък на Меюн сюр Йевър, † 30 декември 1435, замък Карла), виконтеса на Карла и на Мюра; ∞ 1. 1377 за Амадей VII, граф на Савоя; 2. 1394 за братовчед си Бернар VII, граф на Арманяк
- Жана (док. 1373 – 1375), починала млада
- Шарл (* януари 1371, † пролет 1383), граф на Монпансие, сгоден 1373 за Мария дьо Сюли (* 1365, † ок. 1409/1410), принцеса на Боазбел, господарка на Сюли и на Краон, графиня на Дрю

- Беатриса († април 1974 като бебе)
- Мария I (* 1375, † юни 1434, Лион), графиня на Монпансие и херцогиня на Оверн; ∞ 1. 1386 за Луи дьо Шатийон († 1391), граф на Дюноа; 2. 1392 за Филип д’Артоа (* 1358, † 1397), граф на Йо 3. 1401 за Жан I, херцог на Бурбон и на Оверн
- Жан II (* кр. на декември 1375 или януари 1376, † 1397), граф на Монпансие (1386 – 1397)
- Луи (* 1364, † 1383)

∞ 2. 1389 за Жана II (* 1378, † сл. 1424), графиня на Оверн (1404 – 1423) и на Булон (1404 – 1423), от която няма деца.

## Меценат
Херцог Жан дьо Бери е известен като страстен колекционер и меценат. Пристрастието към книгите той вероятно наследява от баща си Жан II Добрия.
Към момента на смъртта на херцога неговата библиотека наброява триста тома. По оценка на специалисти събраните от него книги, макар и да отстъпват по брой на библиотеката на Шарл V Мъдри (около 1000 тома), в художествено отношение като колекция нямат равни на себе си.
Останали са неговите часослови: Пребогатият часослов, Прекрасният часослов, Торино-Миланският часослов, Прекрасният часослов на Богородица), Големият часослов и Малкият часослов.

## Галерия
- Замъци, принадлежали на Херцога на Бери (миниатюри от Пребогатия часослов)
- Гледка към замъка в Меюн сюр Йевр
- Графски дворец в Поатие
- Замък в Лузинян
- Замък на Етамп, собственост на херцога от 1400 до 1411 г.

- Примери за илюстровани ръкописи, поръчани от херцог дьо Бери
- „Херцог дьо Бери заминава на поклоничество“. Миниатюра от братя Лимбург, добавена към Малкия часослов на Херцг дьо Бери
- „Херцог дьо Бери се моли“, Пребогатият часослов на херцог дьо Бери
- „Благовещение“, Прекрасният часослов на херцог дьо Бери
- „Анатомичен човек със зодиака“, Пребогатият часослов на херцог дьо Бери